# Dave Balon
David Alexander „Dave“ Balon (* 2. August 1938 in Wakaw, Saskatchewan; † 29. Mai 2007 in Prince Albert, Saskatchewan) war ein kanadischer Eishockeyspieler, der im Verlauf seiner aktiven Karriere zwischen 1955 und 1974 unter anderem 854 Spiele für die New York Rangers, Canadiens de Montréal, Minnesota North Stars und Vancouver Canucks in der National Hockey League sowie neun weitere für die Nordiques de Québec in der World Hockey Association auf der Position des linken Flügelstürmers bestritten hat. Seine größten Karriereerfolge feierte der viermalige All-Star in Diensten der Canadiens de Montréal mit dem Gewinn des Stanley Cups in den Jahren 1965 und 1966.

## Karriere
Balon verbrachte seine Juniorenzeit zwischen 1955 und 1958 bei den Prince Albert Mintos in der Saskatchewan Junior Hockey League. Zum Ende der Saison 1957/58 debütierte der Stürmer erstmals für die Vancouver Canucks im Profibereich, die damals in der Western Hockey League spielten. Zudem vertrat er die Regina Pats im Memorial Cup.
Mit Beginn der Spielzeit 1958/59 stand der Angreifer im Profikader der Saskatoon Quakers, die ebenfalls in der WHL beheimatet waren. Davon gefolgt war ein einjähriges Engagement bei den Lions de Trois-Rivières in der Eastern Professional Hockey League in der Saison 1959/60. In diesem Spieljahr kam Balon – neben weiteren Einsätzen für die Canucks in der WHL – zu seinem Debüt in der National Hockey League bei den New York Rangers. Zwischen 1960 und 1962 teilten sich die Einsätze des linken Flügelstürmers zwischen den Rangers in der NHL und den Kitchener-Waterloo Beavers in der EPHL auf. Erst zur Saison 1962/63 gelang es dem Kanadier sich dauerhaft im NHL-Aufgebot der New York Rangers zu etablieren.
Die Spielzeit sollte jedoch zunächst seine einzige vollständige im Trikot der Broadway Blueshirts sein, da der 24-Jährige im Juni 1963 Teil eines sieben Spieler umfassenden Transfergeschäfts zwischen den New York Rangers und Canadiens de Montréal war. Während Balon mit Gump Worsley, Léon Rochefort und Len Ronson zu den Canadiens wechselte, sicherten sich die Rangers im Gegenzug die Dienste von Phil Goyette, Don Marshall und Jacques Plante. In Diensten der Habs etablierte sich der Angreifer in der NHL und gehörte die folgenden vier Spielzeiten zum Stammkader des Teams. In den Jahren 1965 und 1966 feierte er im Trikot Montréals mit dem Gewinn des Stanley Cups seine größten Karriereerfolge. Zudem nahm er zweimal am NHL All-Star Game teil, allerdings jeweils als Mitglied des amtierenden Stanley-Cup-Siegers.
Obwohl sich Balon zu einem zuverlässigen NHL-Spieler entwickelt hatte, blieb er für den NHL Expansion Draft 1967 von den Canadiens ungeschützt und wurde daher von den neu gegründeten Minnesota North Stars ausgewählt. Im Trikot der North Stars stellte Linksschütze in der Spielzeit 1967/68 mit 47 Scorerpunkten einen neuen Karrierebestwert auf, der ihm eine erneute Einladung zum All-Star-Spiel einbrachte. Beeindruckt von der Entwicklung Balons holten die New York Rangers ihren „verlorenen Sohn“ im Juni 1968 zurück nach New York, wofür sie Wayne Hillman, Danny Seguin und Joey Johnston nach Minnesota abgaben. Balon benötigte jedoch eine komplette Spielzeit, um sich an das Spielsystem New Yorks zu gewöhnen. Das in ihn gelegte Vertrauen zahlte er jedoch in den Spielzeiten 1969/70 und 1970/71 mit insgesamt 130 Scorerpunkten, darunter 69 Tore, zurück. Damit war in beiden Jahren bester Torschütze New Yorks; ligaweit gehörte er im Spieljahr 1969/70 zu den zehn besten Scorern und nahm 1971 an seinem vierten All-Star-Game teil. Mit Walt Tkaczuk und Bill Fairbairn bildete er die sogenannte Bulldog Line der Rangers.
Zum Beginn der Saison 1971/72 kam Balons Zeit in New York durch einen weiteren Transfer zu einem erneuten Ende. Im November 1971 wurde er mit Wayne Connelly und Ron Stewart an die Vancouver Canucks abgegeben, für die er bereits zu deren Zeit in der WHL aufgelaufen war. Als Kompensation für die Abgabe der drei Spieler erhielten die Rangers Gary Doak und Jim Wiste. Für Vancouver lief der Offensivspieler bis zum Ende der Saison 1972/73 auf. Seine Ausbeute nahm in seiner letzten NHL-Spielzeit aber drastisch ab, ohne dass die genauen Gründe für den Abfall binnen so kurzer Zeit festgestellt werden konnten. Zur Spielzeit 1973/74 wechselte er dennoch in die World Hockey Association zu den Nordiques de Québec, für die er aber ebenso keine zehn Spiele wie die Broome Dusters aus der North American Hockey League absolvierte, ehe er seine Karriere im Alter von 35 Jahren aus gesundheitlichen Gründen für beendet erklärte.
Nach seinem Karriereende wurde bei Balon die Erkrankung an Multipler Sklerose festgestellt. Deren Anfangssymptome hatten sich bereits in den letzten Jahren seiner Profikarriere gezeigt und zu dem rapiden Abfall seines Leistungsvermögens geführt. Dennoch blieb er dem Eishockey über viele Jahre treu und betreute die Humboldt Broncos aus der Saskatchewan Junior Hockey League als Cheftrainer. In den 1980er- und 1990er-Jahren verschlechterte sich der Gesundheitszustand des Athleten zusehends. Er verstarb schließlich nach einem mehr als 30-jährigen Kampf mit der Krankheit im Mai 2007 im Alter von 68 Jahren in seiner Wahlheimat Prince Albert in der Provinz Saskatchewan.

## Erfolge und Auszeichnungen
| - 1965 Stanley-Cup-Gewinn mit den Canadiens de Montréal - 1965 Teilnahme am NHL All-Star Game - 1966 Stanley-Cup-Gewinn mit den Canadiens de Montréal | - 1967 Teilnahme am NHL All-Star Game - 1968 Teilnahme am NHL All-Star Game - 1971 Teilnahme am NHL All-Star Game |

## Karrierestatistik
(Legende zur Spielerstatistik: Sp oder GP = absolvierte Spiele; T oder G = erzielte Tore; V oder A = erzielte Assists; Pkt oder Pts = erzielte Scorerpunkte; SM oder PIM = erhaltene Strafminuten; +/− = Plus/Minus-Bilanz; PP = erzielte Überzahltore; SH = erzielte Unterzahltore; GW = erzielte Siegtore; 1 Play-downs/Relegation; Kursiv: Statistik nicht vollständig)